# Maîtrise Saint-Louis-de-Gonzague
 (mai 2019).
La maîtrise Saint-Louis de Gonzague est une maîtrise musicale rattachée au lycée Saint-Louis-de-Gonzague de Paris. Elle est actuellement dirigée par Sophie Chiu, qui a succédé en 2016 à Rémi Gousseau et vise à former "des amateurs de haut niveau".

## Histoire
C'est sous le nom de Petits Chanteurs de Chaillot, fondé par Louis Prudhomme, également fondateur des Petits chanteurs de Sainte-Croix de Neuilly (The Paris Boys Choir), que le chœur voit le jour[Quand ?], d'abord composé exclusivement de garçons.
Sous l'impulsion de Roger Thirot, par ailleurs professeur de français-latin-grec dans l'établissement, les Petits Chanteurs de Chaillot acquièrent une renommée internationale.
En septembre 2000, Rémi Gousseau en prend la direction musicale, et le chœur change de nom pour devenir la maîtrise Saint-Louis de Gonzague (MSLG).
En 2013, des anciens de la maîtrise décident de former l'Ensemble Vocal Loyola (EVOL).
Rémi Gousseau prend sa retraite en 2016, après un dernier concert à Saint-Germain-des-Prés à Paris. Il reviendra toutefois plusieurs fois diriger aux Estivales en Puisaye-Forterre, la tournée de concerts annuelle du chœur en Bourgogne (voir plus bas, « Festival »).
La Maîtrise est aujourd'hui dirigée par Sophie Chiu.
De nombreux anciens ont continué le chant, que ce soit en rejoignant d'autres ensembles (maîtrise de Radio France, chœur de l'Orchestre de Paris...) ou en devenant professionnels.

## Composition
La maîtrise compte une soixantaine de choristes, filles et garçons, tous élèves du collège et du lycée Saint-Louis-de-Gonzague de la 9ème (CE2) à la Terminale. Les chanteurs suivent une formation de 4 à 6 heures de chant par semaine à partir du collège sans aménagement d'horaires. Il n'y a pas d'audition d'entrée afin de laisser plus de place à l'expérience personnelle de la découverte des possibilités artistiques et vocales de chaque enfant.
La maitrise est composée de 4 principaux pupitres (soprano, alto, ténor et basse) qui peuvent se subdiviser selon les œuvres données. Les parties solistes sont le plus souvent réalisées par des maîtrisiens.
La maîtrise se donne régulièrement en concert notamment au temps de Noël, de Pâques et au mois d'août lors des Estivales en Puisaye. Elle est également chargée de l'animation musicale des messes du collège Saint-Louis de Gonzague.

## Répertoire
Son répertoire, vaste et varié, va du profane au sacré, de la musique ancienne à la musique contemporaine, du motet à l'opéra. Elle chante en français, latin, italien, allemand ou encore anglais aussi bien dans des œuvres a capella qu'avec orchestre.
Les dernières œuvres chantées par la maîtrise :
-Laudate Pueri de Mendelssohn (2016)
-Gloria de Vivaldi (2017)
-Petite messe solennelle de Rossini (2017)
-A Ceremony of Carols, Britten (2017)
-Les 7 dernières paroles du Christ en Croix, Haydn (2018)
-Dixit Dominus de Haendel (2019)
-Requiem de Mozart à Notre-Dame (2019) sous la direction de Bertrand de Billy et accompagné de l'orchestre de l'académie de l'île Saint-Louis.
- Requiem de Gabriel Fauré (2021)
- Messe de Noël de Charpentier (2021)
-Jesu, meine Freude de Bach (2021)
-Ad Majorem Dei Gloriam, Campra (2022)
-Messe en Ré Mineur de Dvorak (2022)
La Maîtrise à également réalisé plusieurs tournées en Charente (2019), à Rome (2011 et 2022) et en Pologne (2015). Elle participe aussi régulièrement à des messes radiodiffusées sur France Culture.

## Festival
La maîtrise Saint-Louis de Gonzague participe tous les ans aux Estivales en Puisaye-Forterre, festival de musique classique dirigé par Rémi Gousseau, et qui se déroule chaque deuxième quinzaine d'août dans une quinzaine de communes de Puisaye, dans l'Yonne, la Nièvre et le Loiret. Les maîtrisiens ont ainsi produit, par exemple, l'opérette "La Vie parisienne" d'Offenbach en 2017, "La Grande-Duchesse de Gérolstein" en 2018 et "Le Voyage dans la Lune" en 2019 dans une scénographie de Cassilda Dezasars et sous la direction de Philippe Brocard. Dans ce contexte, ils ont pu se produire dans d'autres festivals comme Le septembre Musical de l'Orne (2018 et 2019) sur les scènes du Carré du Perche et du Haras National du Pin. Ils ont également eu en 2021 l'occasion de chanter le Te Deum de Haendel à la cathédrale d'Auxerre.
Aux Estivales, la Maîtrise a l'occasion de travailler avec des artistes professionnels, et de découvrir la dynamique d'un festival de musique (logistique, communication...).

## Discographie
Sous son nom actuel, la maîtrise a réalisé les enregistrements suivants :
- Requiem de Gabriel Fauré et Messe des pêcheurs de Villerville d'André Messager, Rémi Gousseau (chef de chœur), Frédéric Goncalvès (baryton), Vincent Warnier (orgue), ensemble instrumental Lachrymae, Versailles, Rejoyce, 2004
- Œuvres complètes de Joseph Bonnet — Vol. 3, Rémi Gousseau (chef de chœur), Frédéric Ledroit (orgue), Paris, Skarbo, 2005
- Ave Maria — Intégrale des 20 motets de Camille Saint-Saëns, Rémi Gousseau (direction), Laurent Jochum (orgue), Paris, Eclipse classic, 2007

Sous le nom précédent du chœur, les Petits Chanteurs de Chaillot ont enregistré :
- le Requiem de Mozart, à l'abbaye de Royaumont.